# Богушевская, Гелена
Гелена Богушевская (до замужества — Радлинская) (пол. Helena Boguszewska; 18 октября 1886, Варшава, Царство  Польское, Российская империя — 11 ноября  1978, Варшава, Польша) — польская писательница, журналистка и общественная деятельница.

## Биография
Родилась в семье классического филолога, учёного-востоковеда И. Радлинского. В 1903 году вышла замуж за Ст. Богушевского. С 1904 года изучала естественные науки в Ягеллонском университете. С 1917 года жила в Варшаве.
Возглавляла социально-исследовательские работы на педагогическом факультете Свободного польского университета. Активистка Польского комитета по уходу за детьми.
В 1920-е годы занялась журналистской деятельностью, освещала, главным образом, социальные и образовательные вопросы, судьбу бедных и искалеченных детей.
Писатели-демократы Гелена Богушевская, Адольф Рудницкий и другие в 1930-е годы создали демократическое литературное объединение «Предместье» (по названию книги Богушевской «Предместье»), просуществовавшее до осени 1939 г. В него входили писатели-реалисты, их героями были рабочие, их тематикой — современность.
Во время немецкой оккупации в Варшавы в годы Второй мировой войны, принимала участие в подпольной литературной и общественной жизни. Работала в Польском комитете национального освобождения. В 1944—1946 годах была членом Крайовой Рады Народовой. Участвовала в работе Главной комиссии по расследованию преступлений Третьего Рейха на территории Польши. Была в числе организаторов Института национальной памяти.
Похоронена на Кальвинистском кладбище Варшавы.

## Творчество
Писатель-реалист.
Дебютировала с короткими рассказами в 1909—1910 годах в детских журналах «Płomyczek» и «Płomyk».
В 1918—1919 годах издала серию учебников по природе для начальных школ.
Обратилась к изображению жизни городской бедноты, рабочих и безработных. Нищета народа и авантюризм верхов отражены в романе «Полонез», написанном в соавторстве с писателем Е. Корнацким: роман о банкротстве диктатуры Пилсудского. В сборнике рассказов «Эти люди» в разделе «Предместье» обрисована безрадостная жизнь рабочих окраин, в разделах «Весна» и «Они» отражено начавшееся классовое пробуждение рабочих масс в 1920—11930-е годы.
После освобождения Польши Богушевская опубликовала ряд антифашистских рассказов. Их герои — простые люди Польши, которые показали себя настоящими героями в период оккупации.
В повести «Железный занавес» (1948) Богушевская с негодованием заклеймила предателей народа, польскую эмиграцию и реакционные западные круги, клевещущие на народный демократический строй.
Наиболее известный в творчестве Богушевской — антинацистский прозаический цикл «Полонез» (1936—1939). Произведения «Железный занавес» (1949), «Чёрная курица» (1952) посвящены социалистическому строительству в Польше. В повести «Лес» (1955) отражена борьба поляков с немецкими оккупантами. Некоторые произведения написаны Богушевской в соавторстве с её мужем Е. Корнацким.

## Избранные произведения
- 1932 Świat po niewidomemu
- 1933 Ci ludzie
- 1933 Czerwone węże
- 1934 Całe życie Sabiny
- 1934 Dzieci znikąd
- 1934 Za zielonym wałem
- 1938 Anielcia i życie
- 1945 Wspomnienie o Halinie Górskiej
- 1946 Nigdy nie zapomnę
- 1947 Czekamy na życie
- 1949 Żelazna kurtyna
- 1952 Czarna kura
- 1955 Pozbierane dzieci
- 1956 Siostra z Wisły
- 1958 Maria Elzelia
- 1961 Poprzez ulice
- 1965 Zwierzęta śród ludzi
- 1979 Adolf i Marian

В соавторстве с Е. Корнацким:
- 1935 Jadą wozy z cegłą
- 1935 Wisła
- 1936—1939 цикл Полонез
  - Nous
  - Parisien
  - Deutsches Heim
  - Święcona kreda
- 1946 Ludzie śród ludzi
- 1955 Las
- 1959 Zielone lato 1934

## Награды
- Золотой Крест Заслуги (Польша) (1946)
- Орден «Знамя Труда» 2 степени (1949)
- Командорский крест Ордена Возрождения Польши (1955).